# Jacquou người nông dân nổi dậy
Jacquou người nông dân nổi dậy (tiếng Pháp: Jacquou le Croquant), là một tiểu thuyết của nhà văn hiện thực phê phán Pháp Eugène Le Roy, xuất bản lần đầu năm 1899.

## Các địa danh chính trong tiểu thuyết[1]
Hầu hết các địa danh trong tiểu thuyết tại vùng Périgord / Dordogne, mà nhắc nhiều nhất là khu rừng Barát (Forêt Barade), chếch phía đông của vùng, nằm nam trục đường Lyon - Brive - Bordeaux, trên địa phận các công xã Rouffignac (góc đông bắc), Ba (Bars -góc bắc), Tơnông (Thenon - tây - tây nam), Phốtxơmanhơ (Fossemagne -nam), Minhác - Ôbơrôsơ (Milhac-d'Auberoche - đông nam), Saint-Geyrac - đông; thời đó sang cả vùng Móctêmác (Mortemart), Lađurơ (La Douze), Xănđơriơ (Cendrieux) chếch hướng tây - tây nam. Di chuyển giữa các trung tâm các địa phận này khoảng gần nửa ngày đường theo tốc độ di chuyển thời đó.
- Ruphinhắc (Rouffignac): có lâu đài Héc (Herm) của Nănxắc phía bắc của thị trấn, rừng Héc (một phần rừng Barát- mạn tây) ăn vào cả một phần Xanh-Giâyrắc, trại lĩnh canh Côngbơnegơrơ (Combenègre) phía bắc lâu đài nơi ở gia đình Giắccu còn bé, trại lĩnh canh Puymegơrơ (Puymaigre) phải lâu đài của gia đình bà Mion, làng Héc sát lâu đài nơi Giắccu sống cuối đời, làng Pơrixơ (Prisse) phía đông gần lâu đài, làng Môrơdi (Maurezies) mạn đông - đông bắc lâu đài cạnh rừng, nơi Gianxu và ông Giăng ở, cũng như Giắccu sau đến ở với ông Giăng.
- Ba (Bars): nằm ở phía đông - đông bắc Ruphinhắc, có làng Bars nơi chôn cất mẹ Jacquou, nông trang Puypautier nằm phía tây làng Bars, nam cánh rừng, trên trục La Gơrănvan đến làng Bars, là nơi gia đình Lina ở, làng nhỏ bên cạnh đó Bectơridơ ở, lò ngói mẹ Jacquou mất (hướng bắc, bìa rừng), hồ Gour (phía bắc lò ngói, trong rừng) nơi Lina tự vẫn, nông trang La Granval trong rừng chếch về phía tây làng Bars, gần Héc hướng tây nam và Phốtxơmanhơ phía bắc, nơi Bônan cho Rây ở thuê và sau thôi chức về đó ở cùng Jacquou.
- Phănlắc (Fanlac): nằm nam - tây nam Bars, có làng lớn nơi Bônan làm chánh xứ địa phận, và nơi ở hiệp sĩ Galibe và chị là Hécmin, là nơi Jacquou ở một thời gian dài đến khi Bônan thôi chức.
- Môngtinhắc (Montignac): nằm đông Fanlac, có thị trấn lớn, nơi Caxiút ở, và nơi các tu sĩ dòng Tên hô hào chống những người cách mạng
- Tônắc (Thonac): công xã nằm phía nam Fanlac
- Tơnông (Thenon): có thị trấn, trên trục Lyon đi Bordeaux, phía bắc-đông bắc của Bars
- Phốtxơmanhơ (Fossemagne): phía bắc của Ruphinhắc và Bars, có trung tâm trên trục Lyon - Bordeaux, nằm mạn bắc rừng Barát, nơi có căn nhà Năm Tháng trong rừng mà Jacquou đến đó ở sau khi ông Giăng mất
- Ôriắc (d'Auriac): đông của Ba và đông bắc Phănlắc, có nhà nguyện thánh Rêmi (Rémy) chếch ở mạn tây bắc từ trung tâm xã, giữa trục từ Ôriắc đi Ba, nơi Giắccu cùng Lina và Béctơridơ từng đến ngày lễ thánh
- Xạclát (Sarlat): nằm về phía đông nam của vùng, có thị trấn lớn, là trung tâm tổng cùng tên, từ Môngtinhắc đến Xạclát gần bằng từ vùng rừng Barát đi Pêrigơ, nơi có nhà tù giam Giắccu và các bạn anh trước khi giải Pêrigơ xét xử sau khi đốt lâu đài.
- Pêrigơ (Périgueux): thủ phủ vùng Pêrigo, nằm ở trung tâm vùng, trên đường Lyon - Boócđô, nơi xử cha Giắccu và Giắccu. Có nhà thờ Xanh Phơrông (Saint-Front) nổi tiếng, mà mẹ con Giắccu đến cầu nguyện. Vùng rừng Barát cách Pêrigơ khoảng một hay hơn một ngày đường theo tốc độ di chuyển thời đó, qua Phốtxơmanhơ (hoặc ngả Xanh Giâyrắc), Xanh Cêpanh (Saint-Crépin), Xanh Pie (Saint-Pierre), Saint-Laurent, theo hướng tây - tây bắc.

## Các nhân vật quan trọng
- Giắccơ Pheran (Giắccu - Jacques Ferral / Jacquou): con trai Máctítxu, có một trong các ông tổ là người nông dân nổi dậy thời Henry IV bị triều đình chém đầu, đặt biệt danh Croquant từ đó, có ông nội là người đốt lâu đài Râynhắc (Reignac) vùng Tuyếcxắc (Tursac -đông nam Pêrigo) trước cách mạng 1789 bị đưa ra xét xử và tử hình, nhưng sau được cứu sống thời cách mạng song chết ngay sau đó. Dòng họ do đó biệt danh Người nông dân nổi dậy (Croquant) mà cha và Giắccu đều mang. Giắccu năm 1815 đầu truyện lên 7 tuổi, sống đến 90 tuổi, cuối đời ở làng Héc.
- Máctitxu (Máctanh Pheran - Martissou / Martin Ferral), là nông dân có ý chống lại Nănxắc, biệt danh Người nông dân nổi dậy (Martissou le Croquant), sống tại Côngbơnegơrơ, sau khi giết Labôri bị án 20 năm tù khổ sai, đày đi xa và mất trong tù do khổ sở sau đó, cha Giắccu
- Phơrănxu (Françou): mẹ Giắccu, một nông dân do giận Đức Mẹ không thương chồng bà nên không đi lễ nhà thờ, sau khi mất ở lò ngói không được cha xứ làng Ba rửa tội, chôn tại nghĩa trang làng Ba
- Nănxắc (de Nansac): bá tước có tư tưởng bảo hoàng, sùng đạo, ông nội là Cờrôdát (Crozat) nguyên là gã gánh nước nhờ nhiều âm mưu trở nên có địa vị cao, tự xưng " Đờ Nănxắc". Con trai ông ta và là cha của Nănxắc (gã hầu tước), có vợ lăng loàn với bộ trưởng toàn quyền nhờ đó mua tước hầu tước, một người vô thần nhưng độc ác. Nănxắc có bà vợ sùng đạo, chân chính (nhưng mất vào thời trước khi Giắccu nổi dậy). Từng đi ăn cướp thời cách mạng, Nănxắc sau khi khôi phục chế độ quân chủ Lui trở lại làm đại điền chủ ở Héc. Khi bị Giắccu đốt lâu đài, và cách mạng 1830 xảy ra ở thủ đô, rơi vào phá sản, đất đai bị bán đấu giá cho bọn đầu cơ rồi họ bán cho nông dân theo hình thức trả góp, phải lang thang ở nhờ nhiều nơi cuối cùng chết nhà thương. Nănxắc có sáu người con, một con trai sau lên Pari, con gái trưởng lăng loàn theo một gã vô lại bỏ nhà giai đoạn Giắccu ở Phănlắc, và bốn con gái khác (trừ cô út khá hơn, còn lại không tốt). Sau trong số này 3 rời bỏ quê, sau khi Giắccu nổi dậy, trừ Galiốt
- Bônan (Bonal): linh mục có nguồn gốc nông dân, chánh xứ Phănlắc (từng phó xứ Môngtinhắc), sau do bị các tu sĩ dòng Tên có nhiều quyền thế tác động giám mục Pêrigo (do ông từng tuyên thệ Quy chế công dân cho hàng giáo sĩ thời cách mạng) nên thôi chức, về nông trang của mình ở La Gơrănvan sống đời nông dân và qua đời, là người cưu mang Giắccu khi cậu đến Phănlắc.
- Galibe (Galibert): hiệp sĩ thuộc thành phần quý tộc có tư tưởng cấp tiến, thế hệ con cháu của Giăng đờ La Dalagiơ (Jean de La Jalage) có công trong chiến tranh 100 năm đánh đuổi người Anh nên được thưởng vùng đất Galibe, và trở thành tước hiệu dòng họ, là bạn Bônan, Giắccu đến làm việc ban ngày nhà ông khi khá lớn. Do tốt bụng nên cuối đời gần như khánh kiệt, sau mất già khi Giắccu đã lấy Béctơridơ và có nhiều con.
- Lina (Lina): con bà Mativơ, cô bé chăn dê và ngỗng, sau là người yêu Giắccu, do bị ép lấy Ghinhem và tưởng Giắccu chết do Nănxắc hãm hại nên tự vẫn ở hồ Gua.
- Galiốt (la Galiote): con gái út Nănxắc, chống quyết liệt cuộc nổi dậy của Giắccu nhưng khai thật thà khi ra tòa sau đó. Sau khi lâu đài bị đốt ở với mẹ nuôi vốn là tá điền của Nănxắc, sống giản dị, gần tòa lâu đài cũ. Giắccu có cảm tình với cô. Sau cô bỏ xứ ra đi khi anh chị khó khăn ép phải bán mảnh đất cô ở, sau khi Giắccu đã có con đầu lòng.
- Béctơridơ (la Bertrille): bạn Lina sống gần nông trang của Lina, có người yêu trong quân ngũ nhưng chết tại châu Phi, cuộc sống khốn khó do đó Giắccu giúp đỡ. Sau khi mẹ cô mất một thời gian, Giắccu đến với cô, họ có 13 người con. Mất khi Giắccu 80 tuổi.
- Viđan- Phônggơravơ (Vidal-Fongrave): trạng sư tốt bụng, sống tại Pêrigơ, trả tiền trọ cho mẹ con Giắccu khi họ lên tỉnh, bào chữa cho cha Giắccu và sau này là Giắccu và các bạn anh
- Giăng (Jean): người đốt than trong rừng, nâng đỡ cha Giắccu khi ông bỏ trốn. Sau thân với Bônan và Giắccu khi họ về La Gơrănvan, khi Bônan mất thì Giắccu về ở với ông, có tham gia cuộc nổi dậy và mất một thời gian gần sau đó.
- Hécmin (Hermine): chị hiệp sĩ Galibe, một người tốt bụng, mất một năm trước khi Giắccu lấy Béctơridơ.
- Phănti (Fantille): bà giúp việc Bônan, sau khi ông mất chức về sống cùng ông ở La Gơrănvan, khi Bônan mất, thì chuyển đến chỗ Galibe ở tạm một thời gian
- Mion (Mïon): bà láng giềng nhà Giắccu, tá điền Nănxắc, từng bị Labôri dụ dỗ, khi mẹ Giắccu mất cậu có đến tìm nhưng bà dời chỗ ở.
- Pie (Pierre): chồng bà Mion, đưa mẹ con Giắccu đến lò ngói ở, sau rời trang trại cùng gia đình
- Labôri (Laborie): quản gia Nănxắc, độc ác, từng gạ gẫm mẹ Giắccu, sau bị Máctítxu giết khi y bắn chết con chó nhà Giắccu do họ không muốn cha Giắccu đi săn trong rừng.
- Mátxcơrê (Mascret): gia nhân của Nănxắc, từng nhiều lần gây hấn với gia đình Giắccu, bị các nông dân bắt khi Giắccu đốt lâu đài, sau bỏ xứ
- Đông Engianbe (dom Enjalbert): linh mục, tuyên úy ở lâu đài Héc, do Nănxắc nuôi, một người xấu xa, bị Giắccu bắt khi đốt lâu đài, và khai không trung thực tại tòa, sau được bổ nhiệm coi giáo xứ ở Cáclút (Carlux)
- Mativơ (Mathive): mẹ Lina, một người xấu tính tìm cách đuổi mẹ con Giắccu khi họ đến chỗ Giêran làm việc, sau cản Lina quan hệ với Giắccu, lẳng lơ và chòng ghẹo Giắccu, cuối đời ăn mày, chết thảm sau khi Galibe mất một thời gian
- Giêran (Géral): nông dân khá giả chưa vợ, tốt bụng, sau lấy người quản lý Mativơ, khi Giắccu lớn thì đã già yếu ngồi chết dí ở bếp lò và mất một năm trước khi Mativơ lấy Ghinhem sau khi Lina tự vẫn 3 tháng
- Ghinhem (Guilhem): gã chuyên làm thuê, đến nhà Lina ở khi Lina lớn, sau đó tìm cách lấy Lina để có di sản thừa kế do Giêran để lại, nhưng quan hệ với Mativơ và sau lấy mụ (khi Lina mất được 3 tháng) rồi bỏ rơi mụ, cuối bị tù chung thân do phạm tội
- Gianxu (Jansou): ở làng Môrơdi, làm thuê cho Nănxắc, gia đình nghèo, cho con cả theo dõi cha Giắccu khi ông bị truy nã và chỉ điểm ông, sau đó hết tiền bỏ xứ đi
- La Ramê (La Ramée): từng đi lính cho Napôlêông, bị chính quyền mới cắt tai, bạn của Bônan, đi chăn ngỗng cho bà chị dâu góa, ở Phănlắc.
- Caxiút (Cassius): ở Môngtinhắc, một người cách mạng từng cứu Galibe và chị ông khi bị những người yêu nước cực đoan xét xử thời cách mạng, từng phát biểu có thể phải làm cách mạng lại.
- Rây (Rey): người nông dân ở thuê trên đất của Bônan ở La Gơrănvan, cha của Giắccu bị bắt ở nhà anh, sau khi Bônan đến lấy ở chuyển chỗ khác
- Cariôn (Cariol): người làm công cho gia đình bà Hécmin và ông Galibe
- Linh mục xã Ba, và linh mục mới ở Phănlắc khi Bônan rời chức, linh mục cai quản ở Ôriắc, đều là người xấu
- Linh mục giáo xứ Phốtxơmanhơ, và linh mục mới giáo xứ Phănlắc, bổ nhiệm sau 2 năm trống ở giáo phận Phănlắc (do người kế thừa Bônan bị người Phănlắc tìm cách đuổi, ép ra đi), đều là người tốt
- Các biện lý, và chánh án tham gia xử án, đều là người xấu

## Bản dịch các ngôn ngữ khác
Bản tiếng Anh là Jacquou the Rebel (Jacquou nổi dậy). Tác phẩm được dịch sang tiếng Trung và xuất bản ở Trung Quốc năm 2011 có tên 雅古复仇记 (Jacquou trả thù) (Nhà xuất bản Văn học nhân dân)

### Bản dịch tiếng Việt
Tác phẩm được xuất bản tại Việt Nam năm 1986, với tên Người nông dân nổi dậy do Nhà xuất bản Văn nghệ Thành phố Hồ Chí Minh ấn hành, theo ấn bản của Nhà xuất bản Calmann - Lévy, Paris năm 1971.